# Fantasmas (obra de teatro)
Fantasmas es una obra de teatro en tres actos de Manuel Linares Rivas, estrenada en 1915.

## Argumento
Un hombre sensato ve alterada su vida cuando descubre que su esposa se ha escapado con otro. Pese a los convencionalismos, rehuye el dramático trance del duelo frente al usurpador, y solo desea comenzar una nueva vida. Sin embargo, antes revela al amante que en realidad ella no era su esposa, pese a las apariencias, lo que hiere el orgullo de aquél.

## Estreno
- Teatro Lara, Madrid, 25 de noviembre de 1915.
  - Intérpretes: Emilio Thuillier, Leocadia Alba, Rafaela Abadía, Isabel Moneró.